# Pycnophyllum
Pycnophyllum é um género botânico pertencente à família Caryophyllaceae.